# Юліанія Вяземська
Юліанія Вяземська (? — 21 грудня 1406, Торжок) — християнська свята, великомучениця. Пам'ять благовірної княгині вшановується в православній церкві 3 січня і 15 червня — в день набуття її мощей.

## Життєпис
Юліанія Вяземська була дружиною князя Симеона Мстиславовича Вяземського, придворного смоленського князя Юрія Святославовича, який жив у вигнанні в місті Торжок після вторгнення Великого князівства Литовського до Вязьми. 
Смоленський князь Юрій Святославович, який перебував також у вигнанні через литовське вторгнення до Смоленська та його регіону, шалено закохася в княгиню Юліанію і зна́джений її красою намагався звабити її. 21 грудня 1406 року він запросив подружжя на бенкет, під час якого убив Симеона, бажаючи змусити Юліанію одружитися з ним. Захищаючись, Юліанія вдарила його ножем, і розлючений Юрій мечем відрубав їй руки і ноги, а тіло велів кинути в річку Тверцю́.

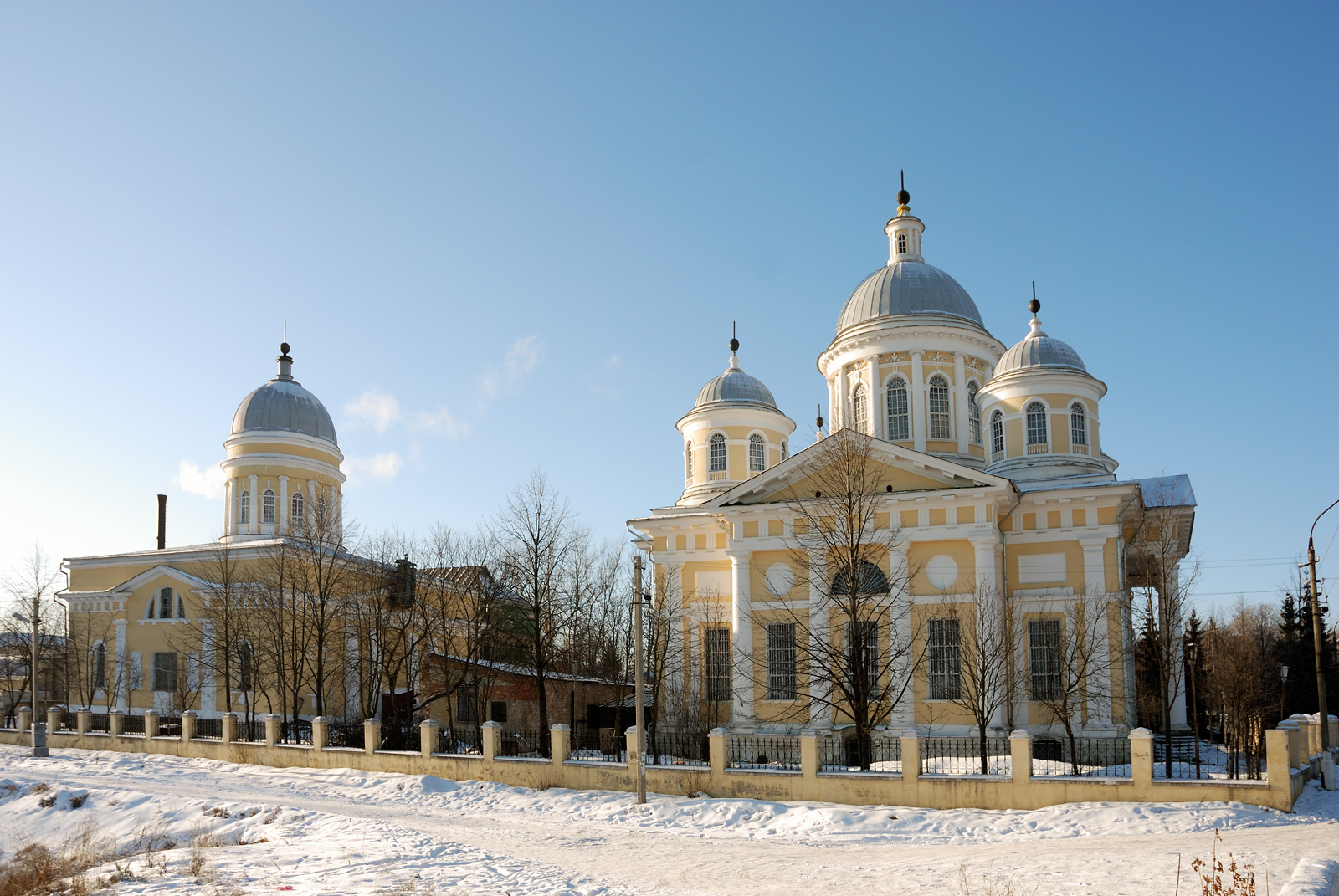
Спасо-Преображенський собор (справа)

Навесні 1407 року тіло Юліанії, що плило проти течії по річці Тверці́, побачив невиліковно хворий селянин. Голос з неба звелів йому зібрати духовенство і поховати тіло біля південних воріт Спасо-Преображенського собору міста Торжок. Селянин дивом зцілився від своєї хвороби і, як свідчить Церква, в наступні століття від мощей Юліанії відбувся ще цілий ряд чудес і зцілень.
У 1815 році після реконструкції будівлі у самому соборі була побудована каплиця, де розмістили мощі покладені в раку (освячені 2 червня 1819 року). У 1918 році після закриття собору мощі були перенесені до храму Архангела Михайла і вони перебували там до 1930 року. Проте, через переслідування православної церкви в 1930-х роках, мощі святої зникли.